# The Big Four Live from Sofia, Bulgaria
The Big 4 Live from Sofia, Bulgaria (engl. für: „Die Großen 4 live aus Sofia, Bulgarien“) ist eine Konzert-DVD/Blu-ray von den „großen Vier“ des Thrash Metal, die sich aus den vier Bands Metallica, Slayer, Megadeth und Anthrax zusammensetzen. Sie wurde am 29. Oktober 2010 veröffentlicht, aufgenommen wurde sie am 22. Juni 2010 im Wassil-Lewski-Nationalstadion in Sofia, Bulgarien. Von allen vier Bands ist der komplette Live-Auftritt enthalten. Die Aufnahmen wurden auch live in 450 Kinos in den USA und in weiteren 350 Kinos in Europa, Kanada und Lateinamerika übertragen.
In Deutschland erreichte die DVD Platz vier der Charts und Goldstatus. Zudem brachte sie Slayer die erste Platin-Auszeichnung, sie erreichte Doppel-Platin in den USA. Die letzte Show der „Big Four“ fand 2011 statt. Tom Araya von Slayer sagte 2013, dass es aufgrund von Differenzen zwischen allen und „einer einzelnen Band“ nicht mehr zu solchen Shows kommen werde. Es wird von den Medien gemutmaßt, dass es sich um Megadeth handelt.

## Entstehung
Das Festival war Teil der Sonisphere-Festivals in Europa im Sommer 2010, die allesamt mit den vier Bands stattfanden. Am 16. Juni 2010 spielten die vier Bands am Flughafen Bemowo in Warschau in Polen erstmals überhaupt bei einem Konzert zusammen. Das erste Foto aller Bandmitglieder wurde am 15. Juni 2010 aufgenommen, nur Jeff Hannemann von Slayer fehlte hierbei. Regie führte bei der Konzertaufnahme Nick Wickham. Die Tickets für die Live-Übertragungen kosteten 20 US-Dollar. Am 25. August 2010 wurden das Veröffentlichungsdatum wie auch die Gestaltung bekanntgegeben. Zunächst für Mitte Oktober angekündigt, wurde die Veröffentlichung dann auf Ende Oktober in der EU, bzw. den 1. November 2010 international und den 2. November 2010 in den USA verschoben.

## Titelliste
Anthrax
DVD 1/CD 1
1. Caught in a Mosh
2. Got the Time (Joe Jackson)
3. Madhouse
4. Be All, End All
5. Antisocial (Trust)
6. Indians/Heaven and Hell (Black Sabbath)
7. Medusa
8. Only
9. Metal Thrashing Mad
10. I Am the Law

Megadeth
DVD 1/CD 2
1. Holy Wars… The Punishment Due
2. Hangar 18
3. Wake up Dead
4. Head Crusher
5. In My Darkest Hour
6. Skin o’ My Teeth
7. À Tout le Monde
8. Hook in Mouth
9. Trust
10. Sweating Bullets
11. Symphony of Destruction
12. Peace Sells/Holy Wars Reprise

Slayer
DVD 1/CD 3
1. World Painted Blood
2. Jihad
3. War Ensemble
4. Hate Worldwide
5. Seasons in the Abyss
6. Angel of Death
7. Beauty Through Order
8. Disciple
9. Mandatory Suicide
10. Chemical Warfare
11. South of Heaven
12. Raining Blood

Metallica
DVD 2/CD 4 & 5
1. Creeping Death
2. For Whom the Bell Tolls
3. Fuel
4. Harvester of Sorrow
5. Fade to Black
6. That Was Just Your Life
7. Cyanide
8. Sad but True
9. Welcome Home (Sanitarium)
10. All Nightmare Long
11. One
12. Master of Puppets
13. Blackened
14. Nothing Else Matters
15. Enter Sandman
16. Am I Evil? mit Dave Lombardo (Slayer), Megadeth und Anthrax
17. Hit the Lights
18. Seek & Destroy

## Mitwirkende
Eine vollständige Liste ist bei Allmusic abrufbar.
Anthrax
- Joey Belladonna – Gesang
- Rob Caggiano – Gitarre
- Scott Ian – Gitarre, Hintergrundgesang
- Frank Bello – Bass, Hintergrundgesang
- Charlie Benante – Schlagzeug

Megadeth
- Dave Mustaine – Gesang, Gitarre
- Chris Broderick – Gitarre, Hintergrundgesang
- David Ellefson – Bass, Hintergrundgesang
- Shawn Drover – Schlagzeug

Slayer
- Tom Araya – Gesang, Bass
- Jeff Hanneman – Gitarre
- Kerry King – Gitarre
- Dave Lombardo – Schlagzeug

Metallica
- James Hetfield – Gesang, Gitarre
- Kirk Hammett – Gitarre
- Robert Trujillo – Bass
- Lars Ulrich – Schlagzeug

Produktion
- Eoghan Tansey – Lighting
- Warren Lee – Bass- und Gitarrentechniker
- Michael Pearce – Bearbeitung
- Philip Richardson – Bearbeitung
- John „Wedge“ Brandon – Toningenieur, Produzent, Tour-Manager
- David May – Executive Producer
- Mark Workman – Licht
- Russ Russell – Mix
- Andy Sneap – Mix
- Ross Halfin – Fotografie
- Jim Parsons – Produzent
- Chris Blair – Pyrotechnik
- Michael McGuire – Pyrotechnik
- Mike Osman – Tontechniker
- Alan Doyle – Bühnenmanager
- Chris David – Videotechnik

## Auszeichnungen
| Land/Region               | Auszeichnungen für Musikverkäufe (Land/Region, Auszeichnung, Verkäufe) | Verkäufe |
| ------------------------- | ---------------------------------------------------------------------- | -------- |
| Brasilien (PMB)           | Platin                                                                 | 30.000   |
| Deutschland (BVMI)        | Gold                                                                   | 25.000   |
| Neuseeland (RMNZ)         | Gold                                                                   | 2.500    |
| Polen (ZPAV)              | 3× Platin                                                              | 30.000   |
| Portugal (AFP)            | Platin                                                                 | 8.000    |
| Vereinigte Staaten (RIAA) | 2× Platin                                                              | 200.000  |
| Insgesamt                 | 2× Gold · 7× Platin ·                                                  | 295.500  |

Hauptartikel: Metallica/Auszeichnungen für Musikverkäufe

## Wissenswertes
- Während des Anthrax-Lieds „Indians“ spielt die Band kurz „Heaven and Hell“ von Black Sabbath an, deren Sänger Ronnie James Dio etwa einen Monat vor der Aufnahme am 16. Mai 2010 als Folge einer Krebserkrankung verstorben war.